# Royal Eijsbouts
 (août 2014).
Si vous disposez d'ouvrages ou d'articles de référence ou si vous connaissez des sites web de qualité traitant du thème abordé ici, merci de compléter l'article en donnant les références utiles à sa vérifiabilité et en les liant à la section « Notes et références ».

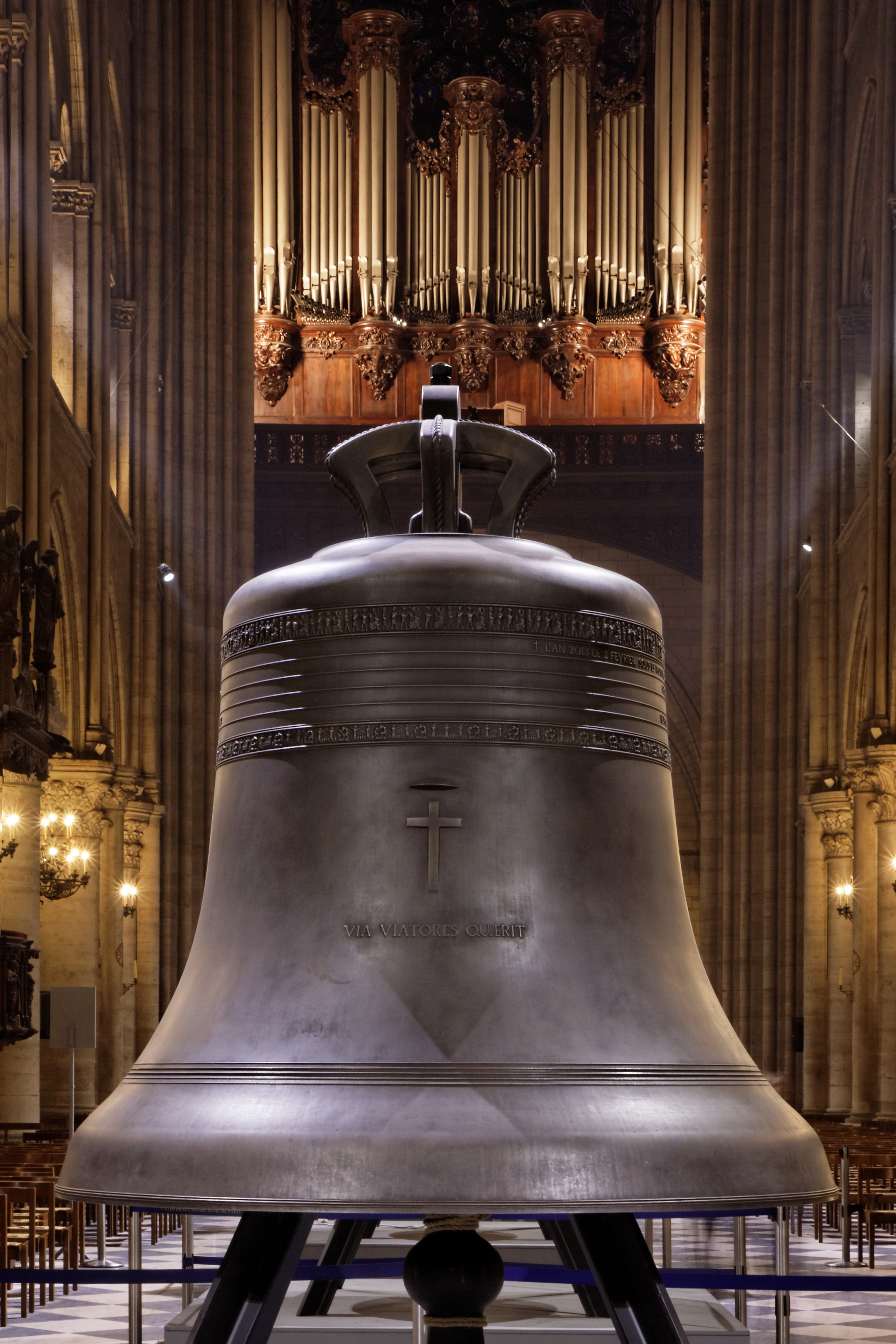
Nouveau bourdon Marie pour la cathédrale Notre-Dame de Paris (2013), fabriquée par la fonderie Royal Eijsbouts.

Royal Eijsbouts (en néerlandais Koninklijke Eijsbouts) est une fonderie de cloches néerlandaise située à Asten aux Pays-Bas œuvrant dans ce domaine depuis 1947.

## Histoire
L'atelier a été fondé en 1872 par Bonaventura Eijsbouts, à cette époque l’usine était spécialisée dans la fabrication d’horloges. En 1893, Eijsbouts a été rejoint par Johan son fils de 15 ans et l'atelier a commencé à fabriquer des cloches frappantes et battantes en étudiant les techniques d'autres fonderies.
Johan Eijsbouts était passionné par l'art campanaire depuis plusieurs années, donc il a acheté deux cloches des fonderies anglaises John Taylor Bellfounders et Gillett & Johnston, et Eijsbouts les a installés dans ses propres carillons.
En 1924, le fils aîné de Johan, Tuur Eijsbouts, a rejoint la société. Tuur était techniquement créatif et ingénieux. Il a pris l'initiative d'apprendre la science de la fabrication des cloches. Après des années d'expérimentations et d’études, une fonderie de cloches fut construite en 1947.
La société est reconnue comme étant l'une des meilleures dans la fonderie de cloches au niveau mondial. En 2006, Eijsbouts a manufacturé la plus grosse cloche au monde.
La Royal Eijsbouts a été impliquée dans de vastes programmes de recherches et d’études dans l'art campanaire (l'art de la fabrication de cloche) depuis des décennies. Ces efforts ont abouti à des applications informatiques, avec lesquelles tous les aspects sonores des cloches basés sur leurs formes peuvent être calculés avec précision avec l’aide d’ordinateurs extrêmement précis.
Eijsbouts fabrique plusieurs dizaines de cloches par année et l'entreprise œuvre aussi dans la réparation et rénovation de cloches et de carillons pour plusieurs églises au niveau mondial.
En dehors de la fabrication de cloche, le Royal Eijsbouts fabrique aussi des horloges de luxe sur mesures de toutes tailles et très détaillées. Elle opère également une fonderie d'art, en utilisant plusieurs techniques pour fabriquer des sculptures et des statues.

## Contrats importants
- L'usine de Johan Eijsbouts a fabriqué la plus grosse des cloches pour le carillon de la cathédrale Notre-Dame de Paris, dont la taille dépassait les capacités de la Fonderie Cornille-Havard qui a fabriqué les autres cloches[3].
- Elle a obtenu le contrat de la fabrication de la plus grosse cloche jamais fabriquée au monde pour accueillir les Jeux olympiques d'été de 2012 de Londres[3].
- Elle a fabriqué des cloches pour les carillons de l'orchestre royal du Concertgebouw[3]